# Homalopsidae
Homalopsidae é uma família de serpentes, pertencente a ordem Squamata, mais conhecidas como serpentes-da-lama ou bockadams.

## Gêneros e área de ocorrência
É constituída por 29 gêneros de serpentes que habitam o Sudeste Asiático, Oceania e algumas regiões de África.
- Bitia
- Brachyorrhos
- Calamophis
- Cantoria
- Cerberus
- Dieurostus
- Djokoiskandarus
- Enhydris
- Erpeton
- Ferania
- Fordonia
- Gerarda
- Gyiophis
- Heurnia
- Homalophis
- Homalopsis
- Hypsiscopus
- Karnsophis
- Kualatahan
- Mintonophis
- Miralia
- Myanophis
- Myron
- Myrrophis
- Phytolopsis
- Pseudoferania
- Raclitia
- Subsessor
- Sumatranus